# Bosco di Stilo - Bosco Archiforo
Bosco di Stilo - Bosco Archiforo este o arie protejată (arie specială de conservare — SAC, sit de importanță comunitară — SCI) din Italia întinsă pe o suprafață de 4.704 ha, integral pe uscat.

## Localizare
Centrul sitului Bosco di Stilo - Bosco Archiforo este situat la coordonatele 38°31′15″N 16°22′14″E / 38.520833°N 16.370556°E.

## Înființare
Situl Bosco di Stilo - Bosco Archiforo a fost declarat sit de importanță comunitară în septembrie 1995 pentru a proteja 6 specii de animale. Situl a fost protejat și ca arie specială de conservare în iunie 2017.

## Biodiversitate
Situată în ecoregiunea mediteraneană, aria protejată conține 7 habitate naturale: Păduri de fag din Apenini cu Taxus și Ilex, Păduri de Castanea sativa, Păduri de fag din Apenini cu Abies alba și păduri de fag cu Abies nebrodensis, Păduri de Abies alba din Apeninii sudici, Galerii de Salix alba și de Populus alba, Păduri de Quercus ilex și Quercus rotundifolia, Păduri de pin (sub-) mediteraneene cu pini negri endemici.
La baza desemnării sitului se află mai multe specii protejate:
- păsări (3): Apus pallidus, cuc (Cuculus canorus), Leiopicus medius
- amfibieni (1): Salamandrina terdigitata
- mamifere (1): liliacul mic cu potcoavă (Rhinolophus hipposideros)
- nevertebrate (1): croitorul mare al stejarului (Cerambyx cerdo)

Pe lângă speciile protejate, pe teritoriul sitului au mai fost identificate 3 specii de plante, 1 specie de amfibieni, 5 specii de mamifere, 10 specii de nevertebrate, 5 specii de reptile.